# Faîs'sie d'Cidre

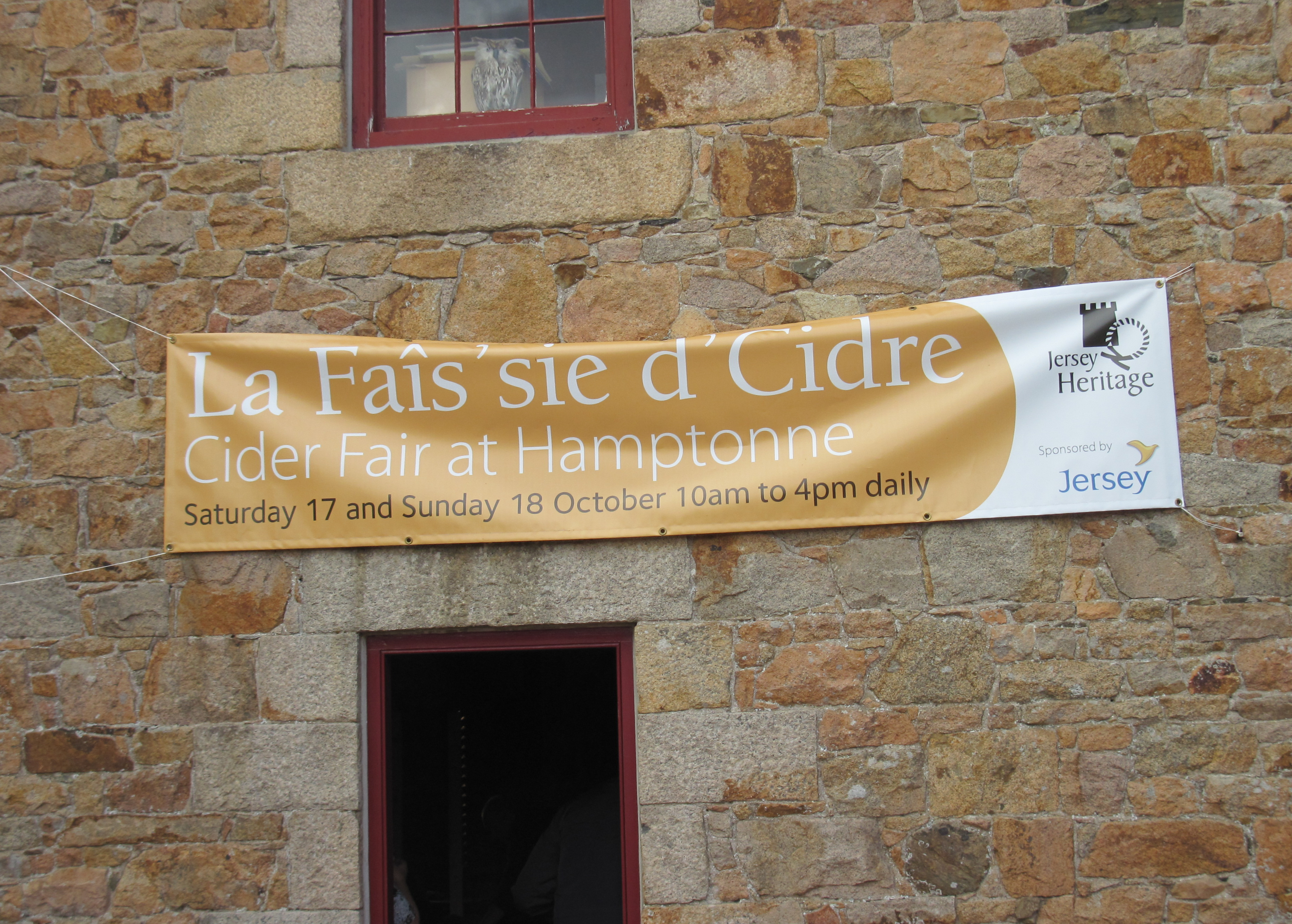
La Faîs'sie d’Cidre (fête du cidre) à Jersey.

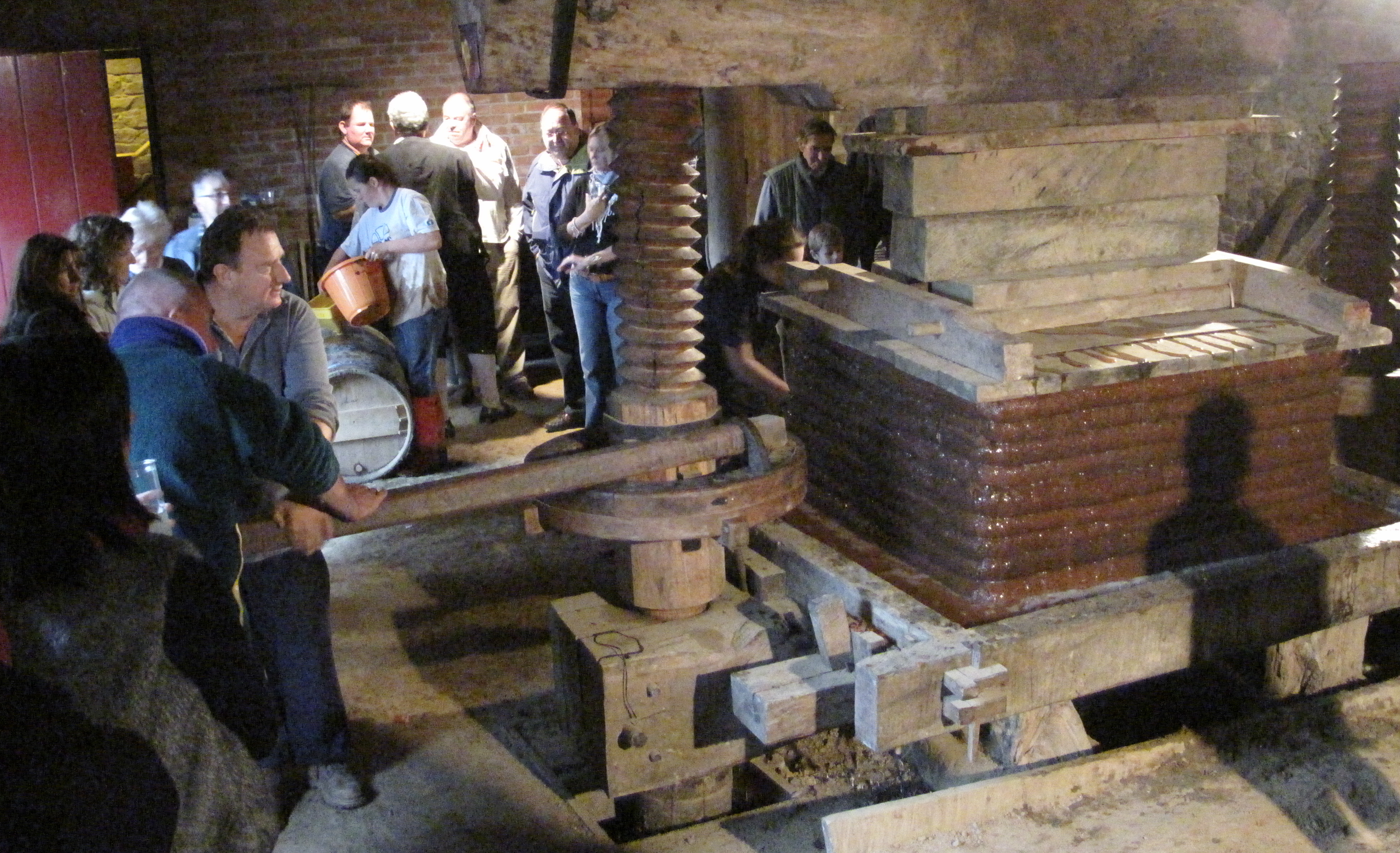
Pressoir en activité lors de la fête du cidre.

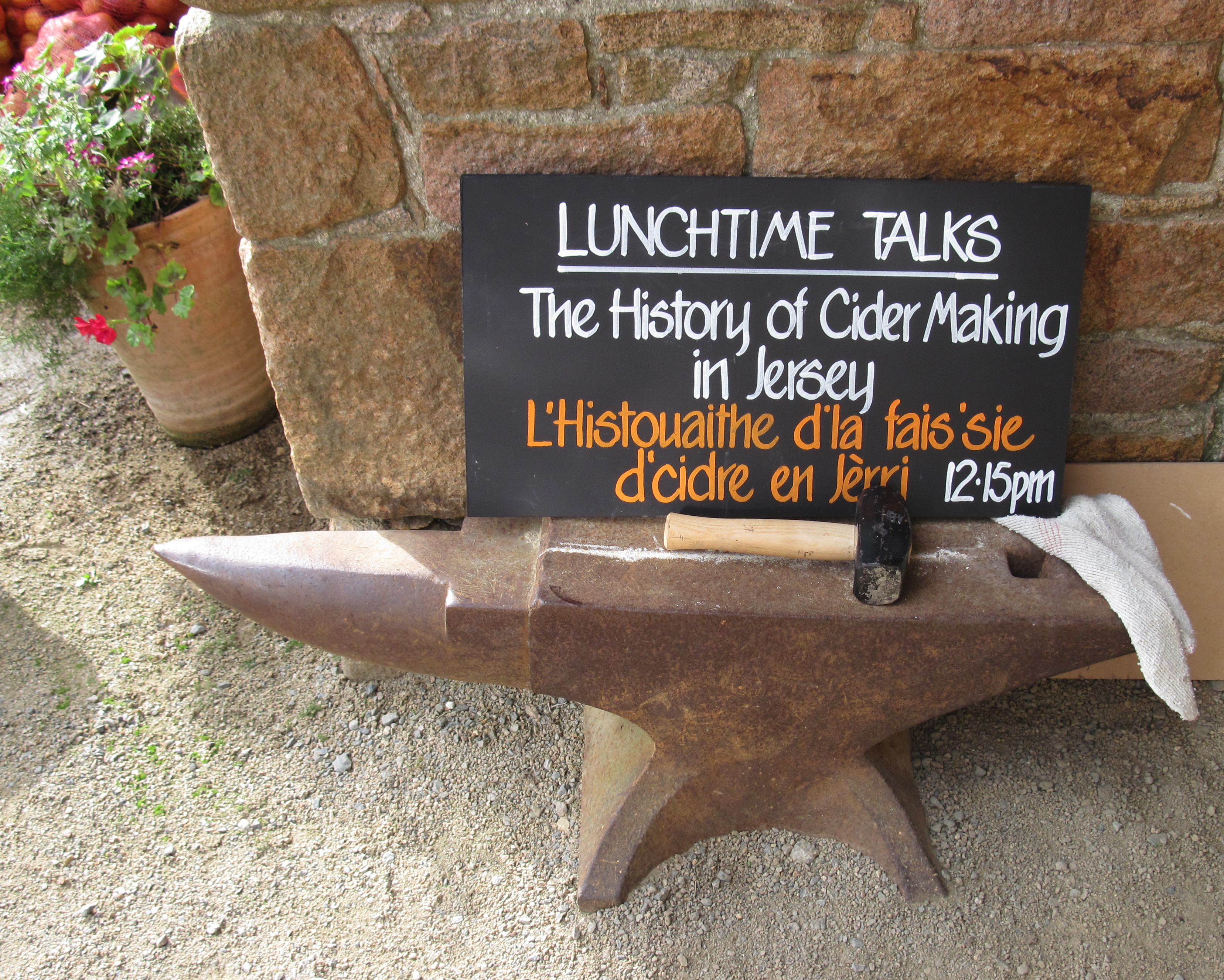
Signalisation pendant la fête du cidre.

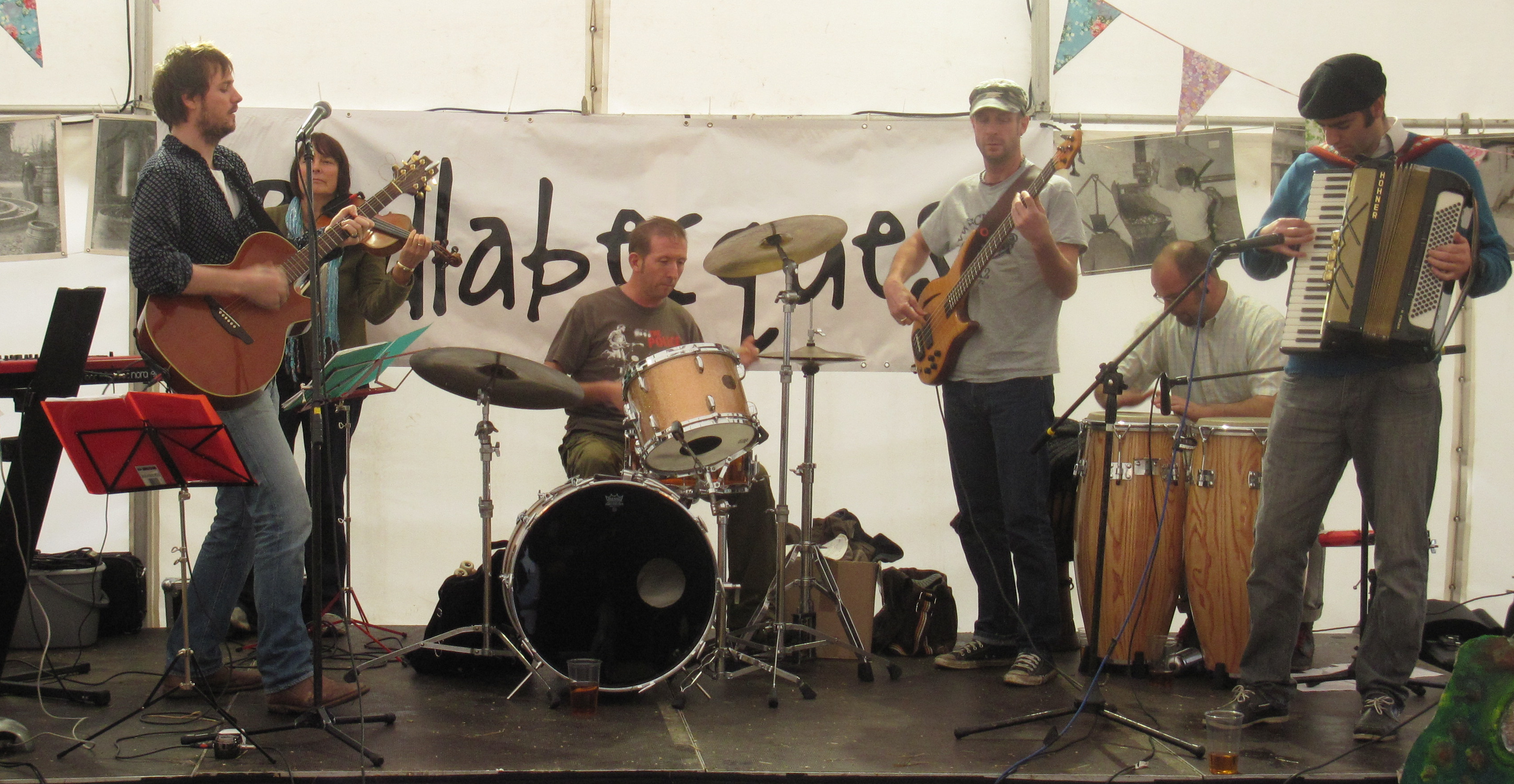
Musique traditionnelle et langue jersiaise avec le groupe Badlabecques.

La Faîs'sie d’Cidre (en français : fête du cidre, en anglais : Cider festival)  est une fête folklorique qui célèbre un aspect du patrimoine culinaire traditionnel de Jersey à travers la culture de la pomme et la fabrication du cidre.

## Présentation
La fête du cidre se déroule chaque année en octobre, sur deux journées, après la cueillette des pommes et des pommes à cidre.
Les festivités se déroulent autour de jeux de pommes, avec des expositions, des stands, des concours d'art et d'artisanat, de la nourriture locale arrosée de cidre et de la musique traditionnelle normande et anglo-normande. 
La fête du cidre permet de mettre à l'honneur la langue normande locale, le jersiais avec des panneaux bilingues rédigés en jersiais et des stands de livres en langue jersiaise. La Société Jersiaise et le National Trust for Jersey organisent ce festival du cidre.

## Histoire
La tradition festive autour du cidre remonte au Moyen Âge. Jersey fut de tout temps un grand producteur de pommes. Chaque année, la cueillette des pommes donnait lieu à des fêtes villageoises, selon les mêmes traditions qu'en Normandie. Chaque paroisse de l'île organisait ses réjouissances. La tradition était bien ancrée dans les coutumes locales. 
La boisson nationale de l'île fut jusqu'au XXe siècle le cidre. Mais depuis quelques dizaines d'années, la bière a pris la première place dans la consommation des boissons chez les Jersiens.

## Galerie de photographies

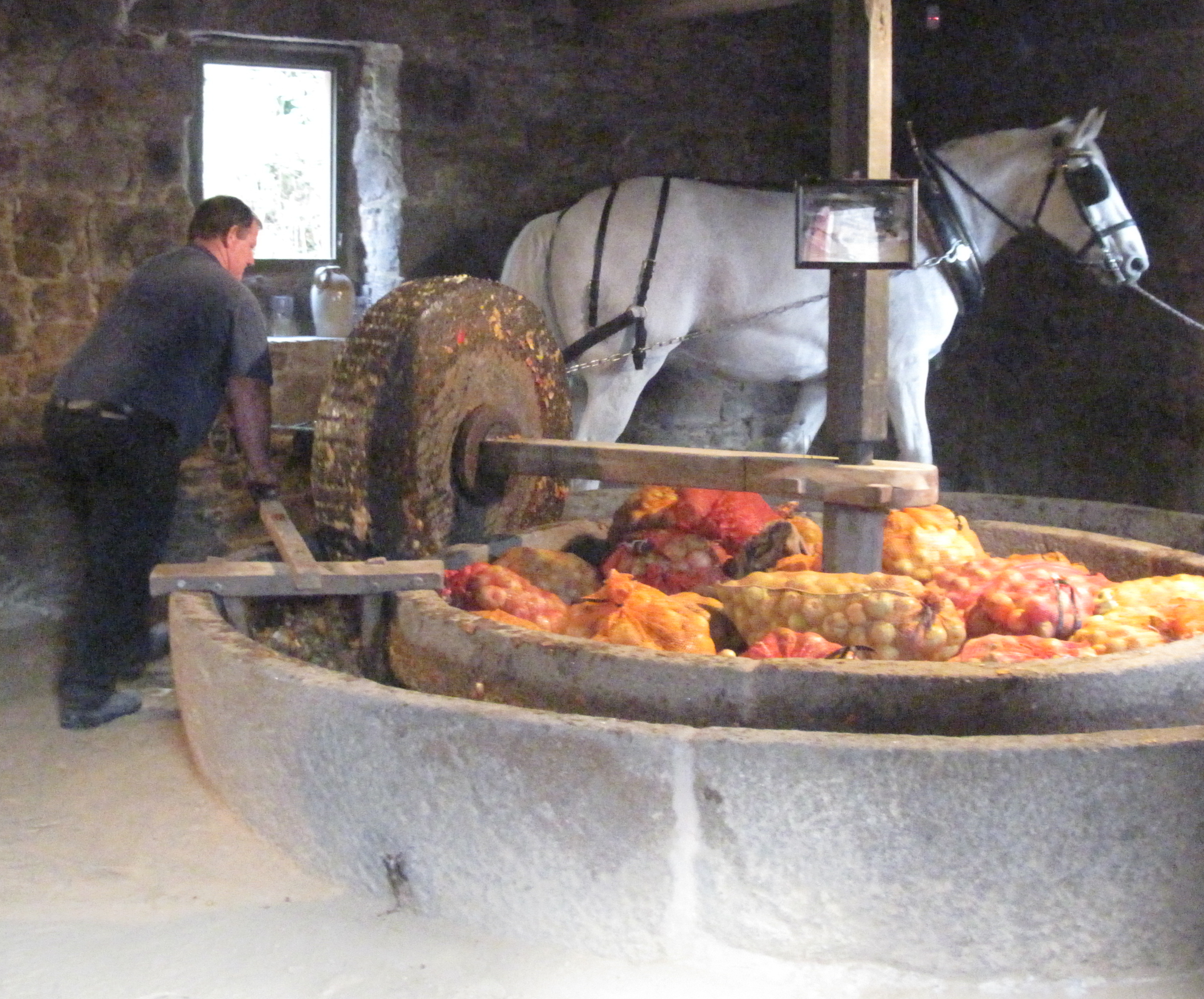
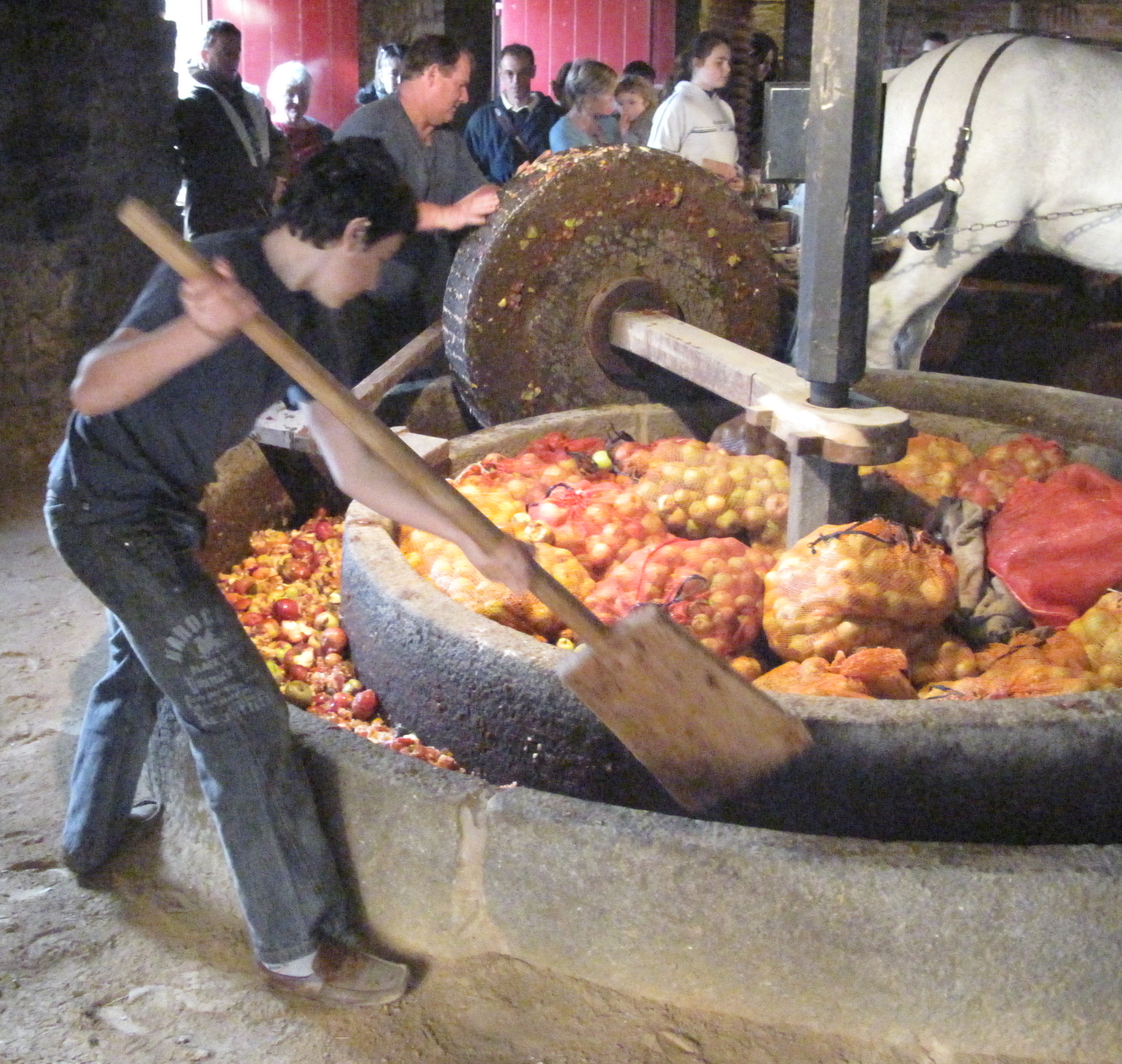
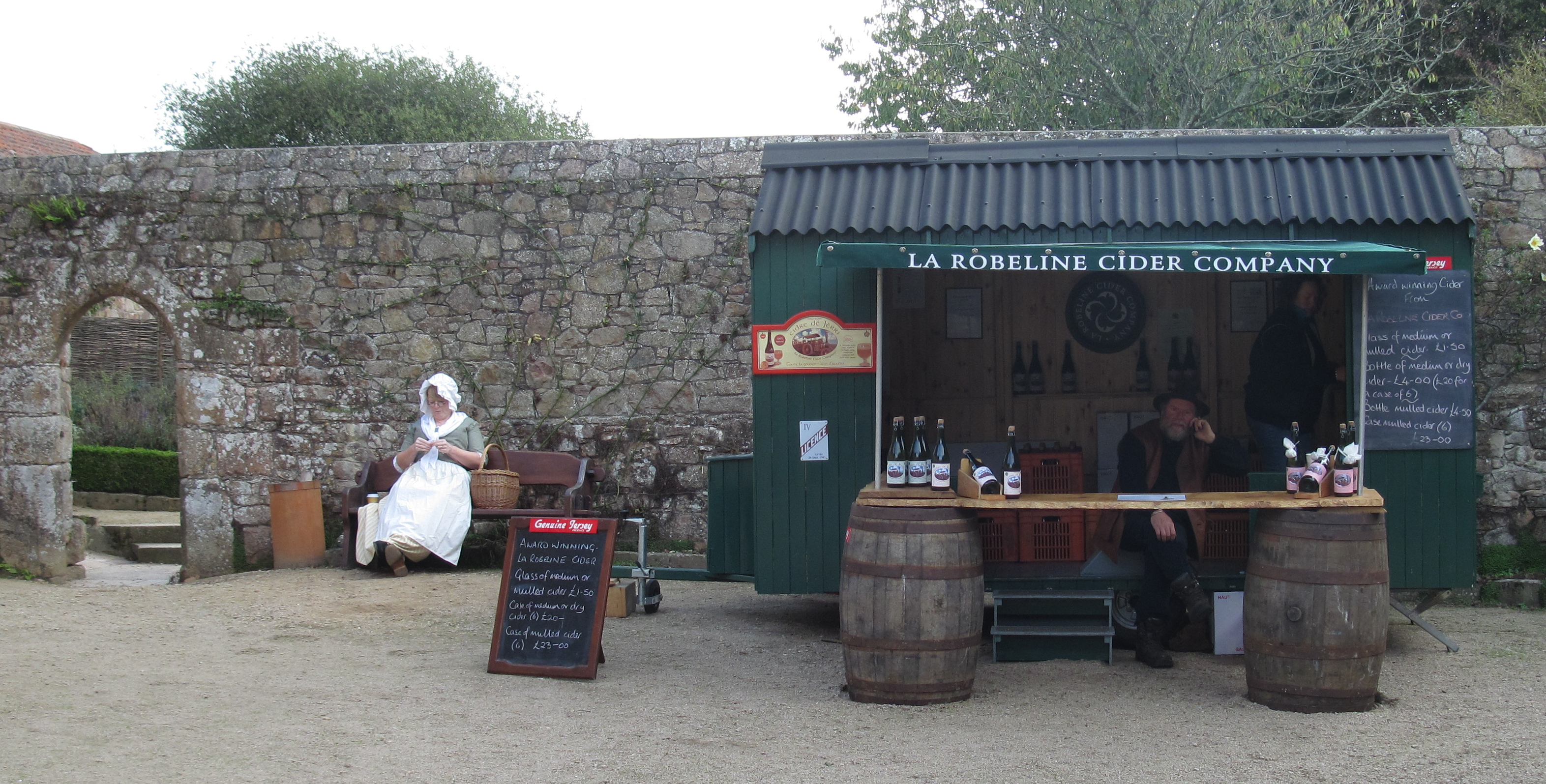
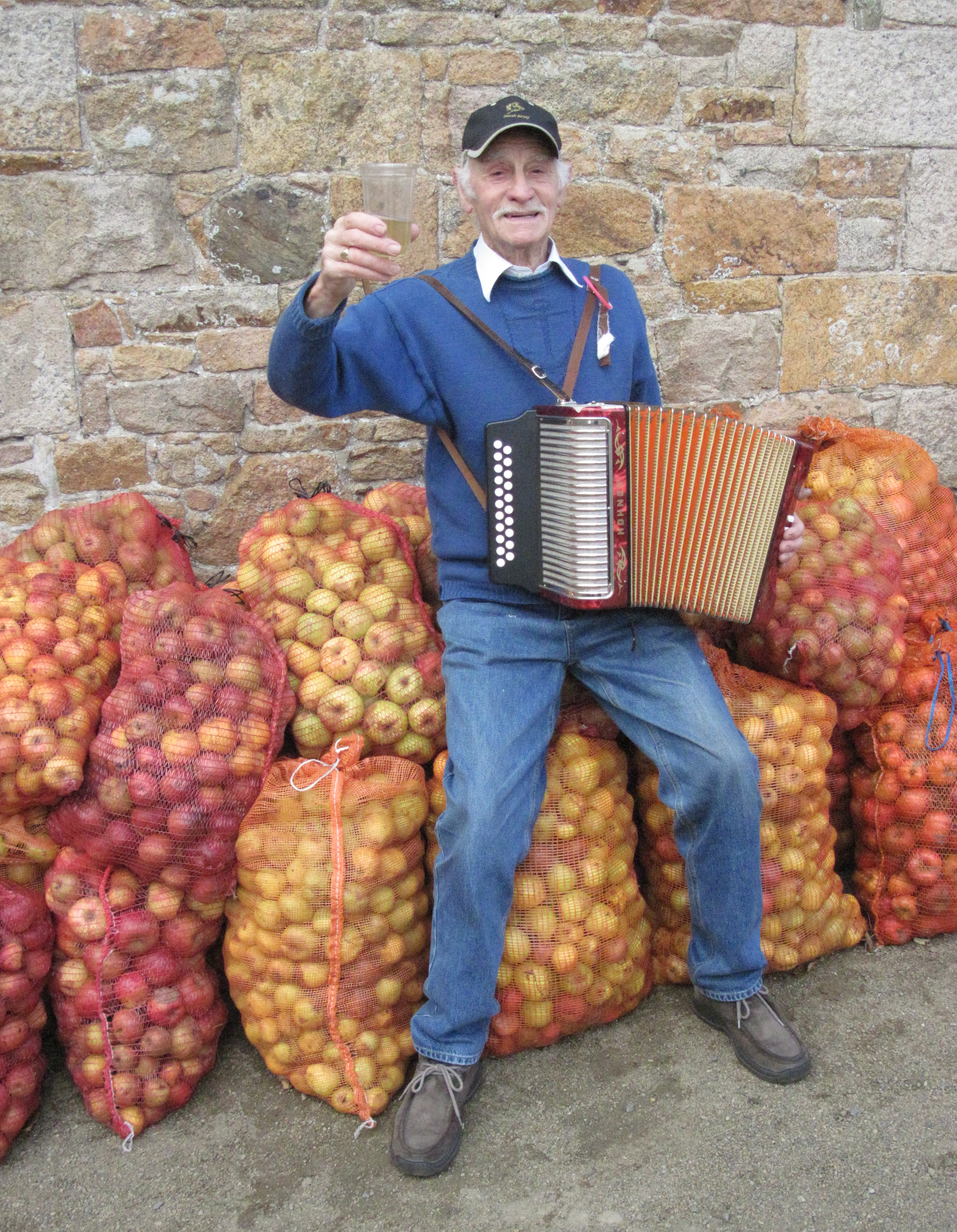
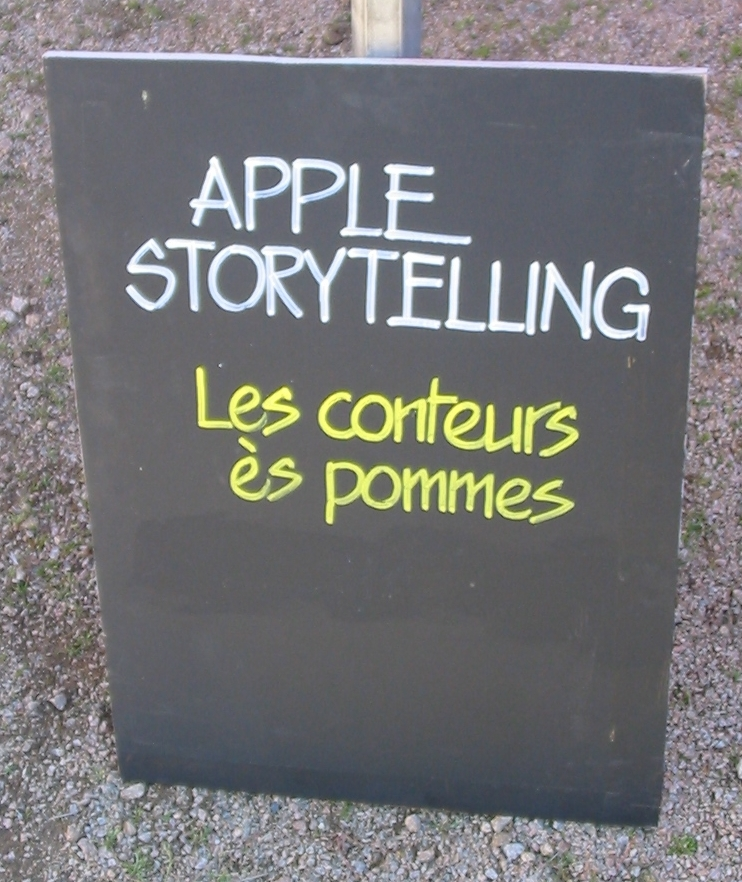

## Variétés de pommes

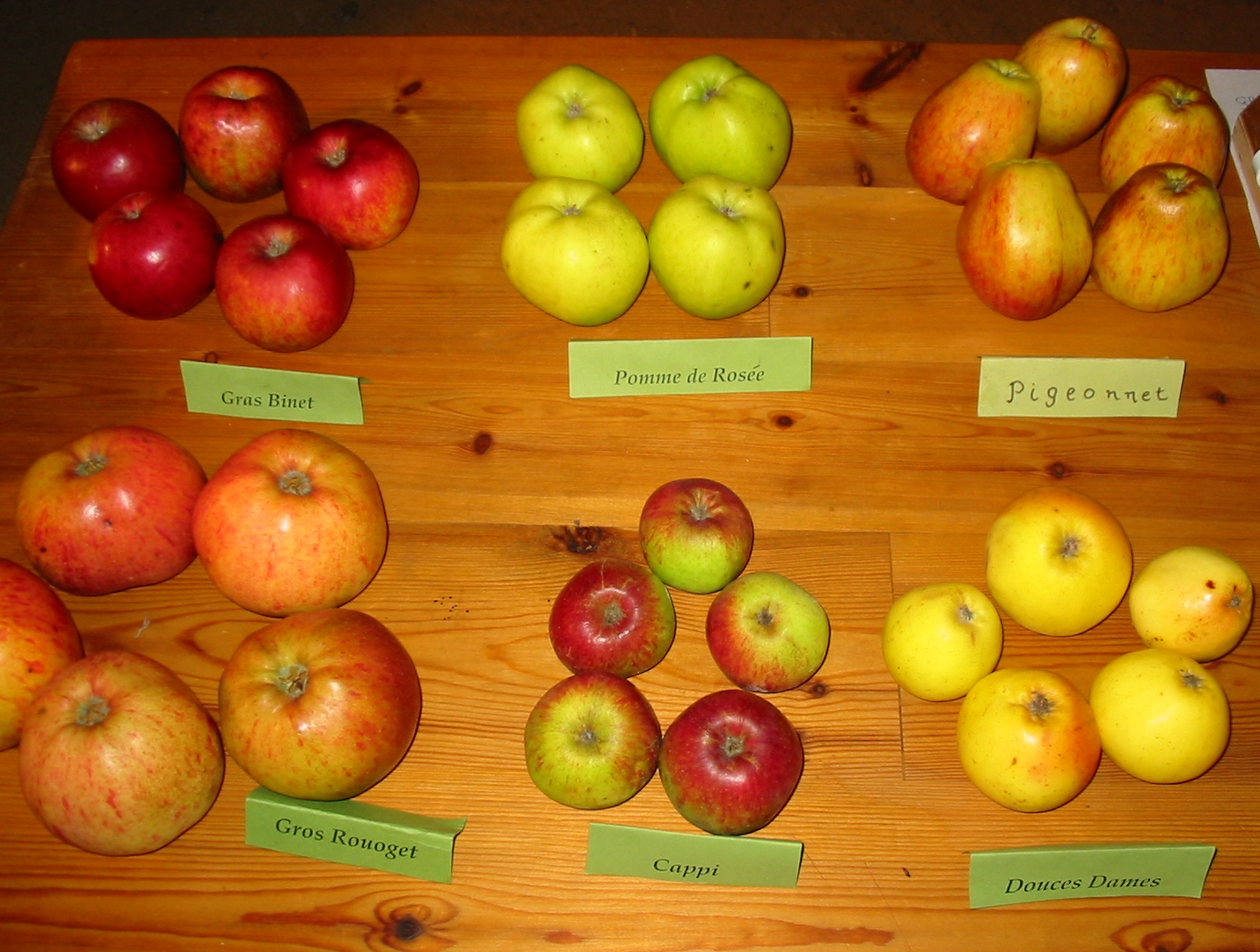
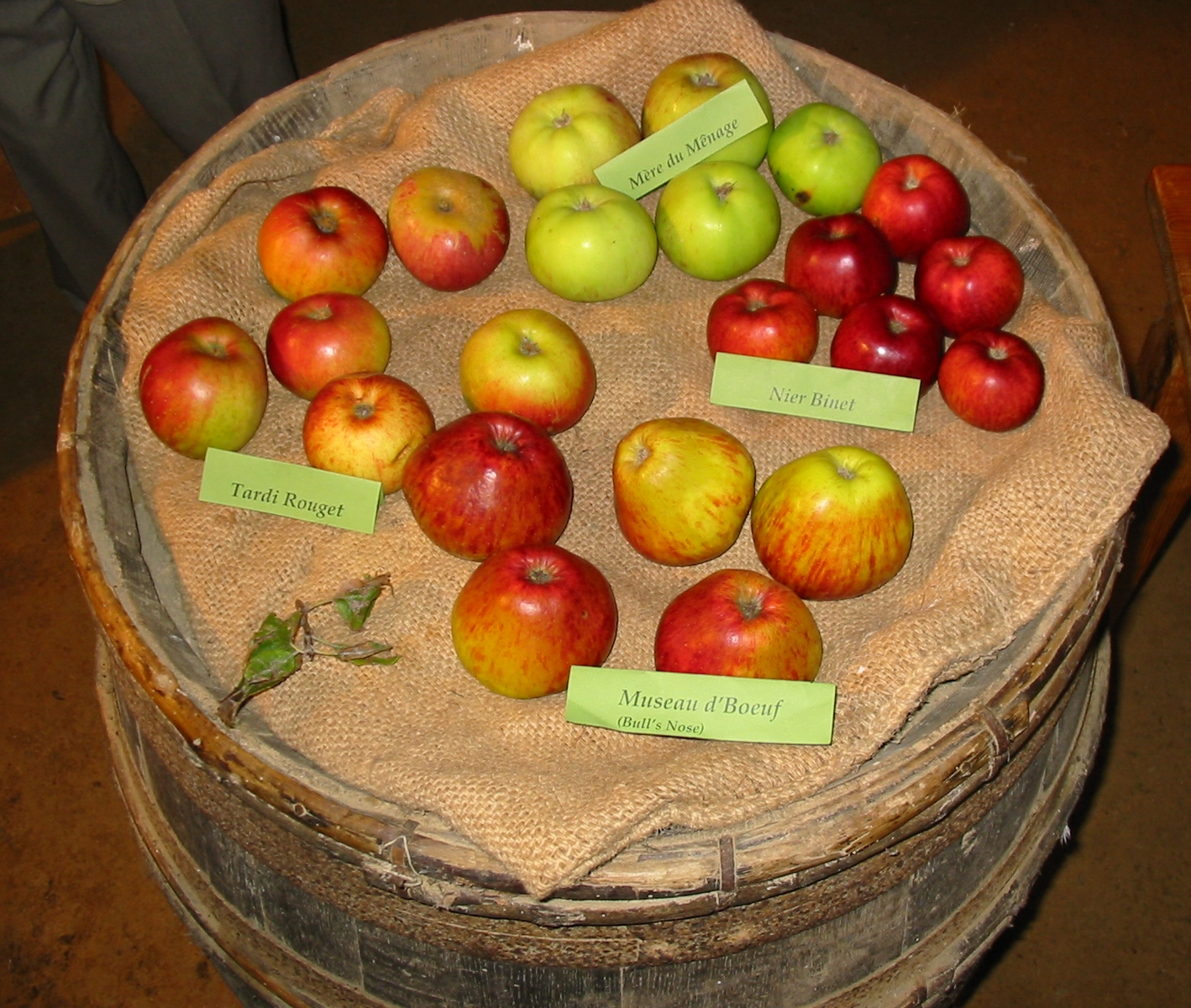
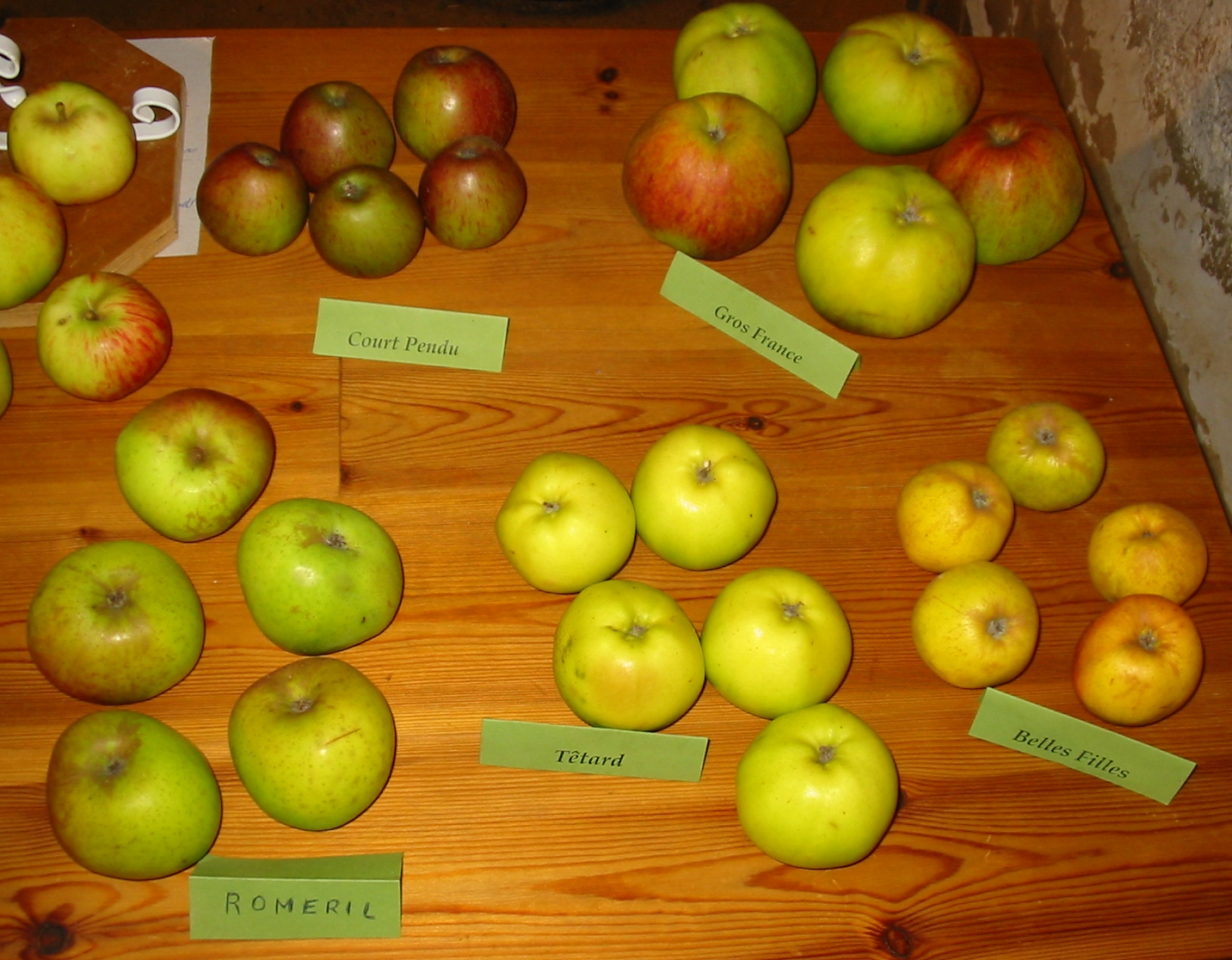